# Нокона (Техас)
Нокона (англ. Nocona) — місто (англ. city) в США, в окрузі Монтаг'ю штату Техас. Населення — 3002 особи (2020).

## Географія
Нокона розташована за координатами 33°47′1″ пн. ш. 97°43′49″ зх. д. / 33.78361° пн. ш. 97.73028° зх. д. (33.783555, -97.730171).  За даними Бюро перепису населення США в 2010 році місто мало площу 7,29 км², уся площа — суходіл.

## Демографія
Згідно з переписом 2010 року, у місті мешкали 3033 особи в 1242 домогосподарствах у складі 780 родин. Густота населення становила 416 осіб/км².  Було 1455 помешкань (200/км²).
Расовий склад населення:
| - 89,7 % — білих - 0,8 % — корінних американців - 0,5 % — чорних або афроамериканців - 0,2 % — азіатів - 7,2 % — осіб інших рас |

До двох чи більше рас належало 1,5 %. Частка іспаномовних становила 19,1 % від усіх жителів.
За віковим діапазоном населення розподілялося таким чином: 25,8 % — особи молодші 18 років, 54,5 % — особи у віці 18—64 років, 19,7 % — особи у віці 65 років та старші. Медіана віку мешканця становила 39,9 року. На 100 осіб жіночої статі у місті припадало 88,3 чоловіків;  на 100 жінок у віці від 18 років та старших — 85,8 чоловіків також старших 18 років.
Середній дохід на одне домашнє господарство  становив 48 861 долар США (медіана — 34 028), а середній дохід на одну сім'ю — 59 883 долари (медіана — 41 563). Медіана доходів становила 50 082 долари для чоловіків та 26 860 доларів для жінок. За межею бідності перебувало 31,7 % осіб, у тому числі 47,1 % дітей у віці до 18 років та 18,2 % осіб у віці 65 років та старших.
Цивільне працевлаштоване населення становило 1044 особи. Основні галузі зайнятості: сільське господарство, лісництво, риболовля — 16,4 %, освіта, охорона здоров'я та соціальна допомога — 13,2 %, транспорт — 11,3 %, виробництво — 11,1 %.